# Lostroff
Lostroff település Franciaországban, Moselle megyében. Lakosainak száma 71 fő (2022. január 1.). Lostroff Cutting, Domnom-lès-Dieuze, Guinzeling, Lhor és Loudrefing községekkel határos.

## Népesség
A település népességének változása:
| Lakosok száma | 75   | 72   | 76   | 78   | 69   | 69   | 69   | 68   | 69   | 71   |
|               | 1968 | 1982 | 1990 | 2006 | 2013 | 2015 | 2017 | 2019 | 2020 | 2022 |